# Августовская рапсодия
«Августовская рапсодия» (яп. 八月の狂詩曲, Хатигацу но кёсикёку) — кинофильм, одна из последних и наиболее значительных работ Акиры Куросавы. Фильм посвящён теме памяти об атомной бомбардировке Нагасаки и тому, как для современного человека, не затронутого трагедией лично, вообще возможно аутентично выстраивать своё отношение к этому событию и говорить о нём, в том числе через разницу между поколениями и нациями.

## Сюжет
Фильм рассказывает о трёх поколениях японской семьи и их отношении к американским атомным бомбардировкам их страны.
Канэ в 1945 году пережила взрыв «Толстяка» над Нагасаки (потому что была далеко за пределами города), во время которого погиб её муж, а сама она осталась на руках с сыном Тадао и дочерью Ёсиэ. Много лет спустя в её сельский дом на острове Кюсю приезжают её четверо внуков — Тами и Синдзиро (дети Тадао) и Татэо и Минако (дети Ёсиэ). Приезжают они с конкретной целью — на Гавайях обнаружился брат Канэ Судзиро, который уехал туда ещё в 1920-х и поэтому она потеряла связь с ним. Судзиро смертельно болен и хочет увидеться с Канэ, потому все их многочисленные братья и сёстры (их в семье было больше десятка детей) уже умерли.
Но Канэ отказывается и поэтому на Гавайи едут Тадао и Ёсиэ. Через какое-то время от них приходит полное захлёбывающегося восторга письмо: на Гаваях Судзиро занялся выращиванием ананасов и в итоге сильно разбогател на этом, создав гигантский бизнес. Он женился на американке и у него родился сын Кларк (который тоже теперь женат и имеет детей), который теперь руководит бизнесом, а вся семья живёт в роскошном особняке. Более того, Кларк предлагает Тадао пост управляющего в их компании, поэтому те шлют своих детей к Канэ с целью уговорить ту наконец воссоединиться с давно потерянным братом, потому что породниться с такой богатой семьёй будет не грех.
Внуки аналогично жаждут поехать на Гавайи, им скучно с бабушкой и они считают её стряпню невкусной (потому что Канэ из-за возраста носит вставную челюсть и может принимать только мягкую пищу). В конечном итоге Канэ объясняет им, что во-первых, она не уверена, что Судзиро её брат (потому что по прошествии стольких лет она сама уже не может вспомнить, как звали всех её братьев и сестёр), а во-вторых, совесть не позволяет ей смотреть в глаза жителям страны, из-за которой погиб её муж (тот был обычным учителем и не имел никакого отношения к военной диктатуре). Пока идут уговоры внуки едут в Нагасаки, где посещают памятные места, относящиеся к бомбардировке. Думая об их никогда не виденном дедушке, они впервые в жизни осознают на личном уровне некоторые эмоциональные последствия бомбардировки, начинают больше уважать свою бабушку, а также начинают сомневаться в нравственности решения США применить ядерное оружие.
После того, как находятся неопровержимые доказательства родства (Судзиро вспомнил те же имена, что и Канэ), Канэ сдаётся и посылает на Гавайи телеграмму, что согласна поехать, но не сейчас — близится дата бомбардировки и она хочет для начала отслужить траурную мессу по мужу. Вскоре приезжают Тадао и Ёсиэ, которые разминулись с телеграммой, и, узнав, что в ней было написано, впадают в ярость: упоминание о ядерной бомбе может разрушить родственную связь с американскими родственниками и их богатый образ жизни станет для них не доступен. Канэ, наблюдая за детьми, только больше убеждается, что те погрязли в меркантильности и совершенно не осознают, что именно из-за США они выросли без отца (Ёсиэ и вовсе родилась уже после его смерти).
Но тут приходит письмо от Кларка, который пишет, что вылетает в Нагасаки. Несмотря на опасения Тадао и Ёсиэ, Кларк проявляет понимание и выражает желание посетить траурную церемонию вместе с Канэ. В конечном итоге эти двое достигают перемирия. Кларк очень тронут событиями, которые он видит в сообществе Нагасаки во время мемориальных мероприятий, связанных с гибелью людей, которые ежегодно вспоминаются после бомбардировки Нагасаки. Особое значение для Кларка имеет просмотр буддийской церемонии, на которой местная община Нагасаки собирается, чтобы вспомнить тех, кто погиб, когда была сброшена бомба. Внезапно Кларк получает телеграмму, сообщающую ему, что Судзиро умер, и он вынужден вернуться на похороны.
Канэ горько раскаивается в том, что так и не увиделась с братом. От горя у неё постепенно начинает прогрессировать слабоумие и ухудшается психическое здоровье. Однажды ночь происходит сильная гроза, но Канэ думает, что это ядерный взрыв, и она начинает думать, что сейчас тот день, когда на город сбросили бомбу. Собрав все свои оставшиеся силы, она берёт свой маленький зонтик и идёт пешком по дороге в бурю, чтобы предупредить своего мужа в Нагасаки о смертельной угрозе. За ней тем временем бегут дети и внуки.

## В ролях
- Сатико Мурасэ — Канэ
- Хидэтака Ёсиока — Татэо
- Тёитиро Каварадзаки — Нобору
- Мацунори Исаки — Синдзиро
- Миэко Судзуки — Минако
- Хисаси Игава — Тадао
- Томоко Отакара — Тами
- Наруми Каясима — Матино
- Тосиэ Негиси — дочь Канэ
- Ричард Гир — Кларк